# Marte Wulff
Marte Helene Wulff, född 10 juni 1980 i Oslo, är en norsk låtskrivare och soloartist.

## Soloalbum
- Jacket (2006)
- Safety Pins (2007)
- Handler i selvforsvar (2010)
- Utlengsel (2014)